# Fábry Pál (politikus)
Fábry Pál (Budapest, 1919. június 19. – New Orleans, 2018. augusztus 8.) magyar–amerikai politikus, diplomata, üzletember, a magyarországi Joseph Pulitzer-emlékdíj alapítója.

## Élete

### Magyarországon
A tanácsköztársaság idején született Budapesten földbirtokos-katonatiszti családba, apja hadbíró vezérőrnagy volt. 1937-ben érettségizett a gödöllői premontrei gimnáziumban. 1942-ben államtudományi doktori diplomát szerzett a Királyi Magyar Pázmány Péter Tudományegyetemen. 1944-ben tartalékos tiszt, belépett a Független Kisgazdapártba és részt vett az ellenállási mozgalomban.
A háború után titkár volt a Külügyminisztériumban, 1945. november 4-én pótképviselővé választották a nagy-budapesti választókerületben. 1945. november 15-től a miniszterelnöki kabinetiroda vezetője Tildy Zoltán alatt, majd a köztársaság kikiáltása (1946. február 1.) után a köztársasági elnöki iroda helyettes vezetője (a köztársasági elnök Tildy Zoltán, a korábbi miniszterelnök lett).
1947. január 24-én behívták a Nemzetgyűlésbe, de mandátumáról február 11-én lemondott, mivel az ankarai magyar követség titkárává nevezték ki.

### Emigrációban
1947. június 14-én Nagy Ferenc miniszterelnök erőszakos lemondatását követően távozott posztjáról, politikai emigránsként az angol hírszerzésnek dolgozik. 1949-ben az Egyesült Államokban telepedett le. 1950 és 1953 között a Szabad Európa Rádió New York-i magyar irodájának vezetője volt, majd 1962-ig a Du Pont Co. propaganda-tanácsadója volt Wilmingtonban. Megalakítja a Világkereskedelmi Központok Szövetségét, 1989-ig a New Orleans-i Külkereskedelmi Központ vezérigazgatója volt. 1982 és 1992 között Belgium tiszteletbeli konzulja volt az USA déli államaiban. 1989-ben alapítja meg Magyarországon a Joseph Pulitzer-emlékdíjat, amiért 2009-ben maga is állami kitüntetésben részesült.